# Powiat Kudō
Powiat Kudō (jap. 久遠郡 Kudō-gun) – powiat w Japonii, w prefekturze Hokkaido, w podprefekturze Hiyama. W 2024 roku liczył 6769 mieszkańców.

## Miejscowości
- Setana